# 山本晴義 (哲学者)
山本晴義（やまもと はるよし、1925年 - 2017年4月2日 ）は、日本の哲学者、大阪経済大学名誉教授。専攻は社会思想史・哲学。
大阪市生まれ。1948年早稲田大学文学部卒業。大阪経済大学助教授、教授、96年定年退任、名誉教授、大阪哲学学校校長。

## 著書
- 『プラグマティズム』青木書店　1957　現代哲学全書
- 『現代の思想 今日のイデオロギー批判』1964　青木全書
- 『社会倫理思想史』盛田書店　1967
- 『社会倫理思想史 マルクス主義的人間観序論』新泉社　1972
- 『若きマルクスとその批判者たち』福村出版　1975
- 『現代日本の唯物論』新泉社　1976
- 『思想史の現在』勁草書房　1985
- 『現代思想の焦点 「ジャパノロジー・記号学・深層心理学」批判』勁草書房　1987
- 『現代思想の稜線』勁草書房　1994
- 『対話近代思想史』三一書房　1998
- 『現代アメリカの社会思想 対話』ミネルヴァ書房.Minerva21世紀ライブラリー 2003

## 編著
- 『マルクス主義と唯物論哲学』編著　三一書房　1980
- 『現代日本の宗教 宗教イデオロギーへの批判視角』編　新泉社　1985